# Temporada de furacões no oceano Atlântico de 1941
A Temporada de furacões no Oceano Atlântico, foi o período, durante o ano de 1941, no qual o ciclones tropicais se formaram na bacia do Oceano Atlântico.